# Горња Трнава (Прокупље)
Горња Трнава је насељено место града Прокупља у Топличком округу. Према попису из 2022. било је 225 становника (према попису из 1991. било је 445 становника).

## Демографија
У насељу Горња Трнава живи 345 пунолетних становника, а просечна старост становништва износи 45,0 година (43,3 код мушкараца и 46,6 код жена). У насељу има 146 домаћинстава, а просечан број чланова по домаћинству је 2,94.
Ово насеље је великим делом насељено Србима (према попису из 2002. године), а у последња три пописа, примећен је пад у броју становника.
|  |

| Демографија | Демографија | Демографија |
| Година      | Становника  | Становника  |
| ----------- | ----------- | ----------- |
| 1948.       | 796         |             |
| 1953.       | 841         |             |
| 1961.       | 817         |             |
| 1971.       | 628         |             |
| 1981.       | 503         |             |
| 1991.       | 445         | 438         |
| 2002.       | 429         | 435         |

| Етнички састав према попису из 2002.‍ | Етнички састав према попису из 2002.‍ | Етнички састав према попису из 2002.‍ | Етнички састав према попису из 2002.‍ | Етнички састав према попису из 2002.‍ |
| ------------------------------------ | ------------------------------------ | ------------------------------------ | ------------------------------------ | ------------------------------------ |
|                                      |                                      |                                      |                                      |                                      |
| Срби                                 | Срби                                 |                                      | 425                                  | 99,06%                               |
| Црногорци                            | Црногорци                            |                                      | 1                                    | 0,23%                                |
| непознато                            | непознато                            |                                      | 3                                    | 0,69%                                |

| Година пописа     | 1948. | 1953. | 1961. | 1971. | 1981. | 1991. | 2002. |
| ----------------- | ----- | ----- | ----- | ----- | ----- | ----- | ----- |
| Број домаћинстава | 141   | 152   | 153   | 149   | 147   | 139   | 146   |

| Број чланова      | 1  | 2  | 3  | 4  | 5  | 6 | 7 | 8 | 9 | 10 и више | Просек |
| ----------------- | -- | -- | -- | -- | -- | - | - | - | - | --------- | ------ |
| Број домаћинстава | 36 | 43 | 14 | 24 | 16 | 9 | 2 | 1 | 0 | 1         | 2,94   |

| Пол    | Укупно | Неожењен/Неудата | Ожењен/Удата | Удовац/Удовица | Разведен/Разведена | Непознато |
| ------ | ------ | ---------------- | ------------ | -------------- | ------------------ | --------- |
| Мушки  | 168    | 27               | 117          | 19             | 1                  | 4         |
| Женски | 192    | 27               | 120          | 43             | 0                  | 2         |
| УКУПНО | 360    | 54               | 237          | 62             | 1                  | 6         |

| Пол    | Укупно                    | Пољопривреда, лов и шумарство | Рибарство                            | Вађење руде и камена | Прерађивачка индустрија       |
| ------ | ------------------------- | ----------------------------- | ------------------------------------ | -------------------- | ----------------------------- |
| Мушки  | 87                        | 30                            | 0                                    | 0                    | 29                            |
| Женски | 46                        | 21                            | 0                                    | 0                    | 13                            |
| УКУПНО | 133                       | 51                            | 0                                    | 0                    | 42                            |
| Пол    | Производња и снабдевање   | Грађевинарство                | Трговина                             | Хотели и ресторани   | Саобраћај, складиштење и везе |
| Мушки  | 2                         | 3                             | 4                                    | 0                    | 3                             |
| Женски | 0                         | 2                             | 2                                    | 0                    | 0                             |
| УКУПНО | 2                         | 5                             | 6                                    | 0                    | 3                             |
| Пол    | Финансијско посредовање   | Некретнине                    | Државна управа и одбрана             | Образовање           | Здравствени и социјални рад   |
| Мушки  | 0                         | 1                             | 8                                    | 1                    | 0                             |
| Женски | 0                         | 0                             | 2                                    | 2                    | 3                             |
| УКУПНО | 0                         | 1                             | 10                                   | 3                    | 3                             |
| Пол    | Остале услужне активности | Приватна домаћинства          | Екстериторијалне организације и тела | Непознато            | Непознато                     |
| Мушки  | 1                         | 0                             | 0                                    | 5                    | 5                             |
| Женски | 1                         | 0                             | 0                                    | 0                    | 0                             |
| УКУПНО | 2                         | 0                             | 0                                    | 5                    | 5                             |